# Agim Çeku
Agim Çeku (serbe/croate: Агим Чеку/Agim Čeku), né le 29 octobre 1960 à Peć, Kosovo alors en Yougoslavie), est un homme d'État kosovar, ancien militaire et Premier ministre du Kosovo du 10 mars 2006 au 9 janvier 2008. Il a succédé à Bajram Kosumi et a eu pour successeur Hashim Thaçi, qui a proclamé l'indépendance de la province en février 2008.

## Biographie
- Dans l'armée populaire yougoslave (JNA) :

Il commença sa carrière en tant qu'officier de l'armée populaire yougoslave (JNA), il était formateur à l'école militaire des officiers de réserve à Zadar en Croatie.
- Dans l'armée croate :

Il quitta la l'armée populaire yougoslave en 1991 pour s'engager dans la garde nationale croate qui devint l'armée de la République de Croatie. Il fut blessé en 1993 lors de l'opération de la "poche de Medak". Il participa jusqu'en 1995, à toutes les opérations militaires de reconquête des territoires occupées par les paramilitaires serbes. Il termina la guerre en Croatie avec le grade de colonel.
- Dans l'UÇK (Armée de libération du Kosovo) :

Au Kosovo, il a été l'un des principaux chefs de la guérilla séparatiste en lutte contre les forces yougoslaves (serbo-monténégrines) en 1998-1999. Ancien colonel de l’armée croate, il est nommé chef d’état-major de l’UÇK le mouvement de la "résistance" albanaise initialement qualifié de groupe terroriste, en mai 1999. Successeur de Sylejman Selimi, tenu pour le principal responsable des revers de l’Armée de libération du Kosovo, Agim Çeku avait pour mission d’en modifier l’organisation, notamment en renforçant la discipline et l’entraînement de base.
- Depuis la fin de la guerre, en 1999, il dirigeait le Corps de protection du Kosovo (TMK), une structure « civilo-militaire », regroupant d'anciens guérilleros[1].

- En 2006, il devient Premier Ministre du Kosovo. Un de ses objectifs est, avec l'aide des États-Unis, de faire reconnaitre l'indépendance de son pays[2].

## Situation judiciaire
Agim Çeku a fait l'objet de plusieurs interpellations, qui se sont à chaque fois conclu par sa libération:
- Aéroport de Ljubljana, Slovénie, le 23 octobre 2003[4]. À cette occasion, la MINUK lui avait exprimé son soutien[5]
- Aéroport de Budapest, Hongrie, en 2004[6].
- Expulsion de Colombie en 2009[7].
- Agim Çeku a été arrêté à la frontière entre la Macédoine et la Bulgarie, le 23 juin 2009. Il est accusé de crimes de guerre commis lorsqu’il était colonel des forces croates en 1993, puis lorsqu’il était chef d’état-major des forces kosovares (UÇK) en 1998-99, et encore à nouveau lors des pogroms anti-serbes au Kosovo en 2004. Les faits qui lui sont reprochés ont été instruits par les forces canadiennes de l’ONU et par la Justice serbe[8]. Le mandat d’arrêt international le concernant a été émis par Interpol à la demande de la Serbie qui est prioritaire pour le juger. Il a été libéré dès le 30 juin, les autorités bulgares n'ayant pas fait appel d'une décision de justice rejetant son maintien en détention[9]. Évoquant une certaine passivité de la MINUK, Amnesty International appelait à son extradition vers la Serbie[10].